# Miklos Gaál
Miklos Gaál (* 31. srpna 1974 v Espoo, Finsko) je finsko-maďarský umělec a fotograf žijící v Amsterdamu a Helsinkách.
Gaál studoval na Vysoké škole uměleckoprůmyslové v Helsinkách v letech 1995–1999, na Univerzitě fotografie a filmu v Göteborgu (1997–1998) a v roce 2004 promoval v Helsinkách. Od roku 2008 do roku 2009 strávil stipendium u Rijksakademie van beeldende kunsten v Amsterdamu.

Jeho fotografie, obvykle pořízené z ptačí perspektivy, kombinují ostrost a rozostření a jsou považovány za inovativní příspěvky k fotografování krajiny. Gaál měl samostatné výstavy v Kunsthalle Erfurt (2006) a v Kunsthalle Emden (2005).